# رناتا کوستا
رناتا کوستا (پرتغالی: Renata Costa؛ زادهٔ ۸ ژوئیهٔ ۱۹۸۶) بازیکن فوتبال زن اهل برزیل است.
از باشگاه‌هایی که در آن بازی کرده‌است می‌توان به باشگاه فوتبال سانتوس اشاره کرد.
وی همچنین در تیم‌های ملی فوتبال Brazil women's national under-20 football team و زنان برزیل بازی کرده‌است.
وی در مسابقات کشوری و بین‌المللی در مجموع برندهٔ ۲ مدال نقره شده‌است.